# Book Club – Ein neues Kapitel
Book Club – Ein neues Kapitel ist eine amerikanische romantische Komödie aus dem Jahr 2023, die von Bill Holderman geschrieben und inszeniert wurde. Er dient als Fortsetzung von Book Club – Das Beste kommt noch.

## Handlung
Die vier Freundinnen des Buchclubs treffen sich persönlich, nachdem COVID-19 sie gezwungen hat, ihre monatlichen Treffen auf Zoom-Anrufe umzustellen. Während dieser Zeit geht Sharon als Richterin in den Ruhestand, Carols Mann Bruce erleidet einen Herzinfarkt und Carol muss ihr italienisches Restaurant schließen.
Vivian, die zusammen mit Arthur eingesperrt war, kündigt ihre Verlobung an, sobald das Hausverbot aufgehoben ist und der Club sich wieder treffen kann. Carol erinnert sie an eine Reise nach Italien, die sie vor Jahren nicht unternommen haben. Nun, da das Reiseverbot aufgehoben ist, schlägt sie vor, eine Junggesellinnenreise nach Italien zu unternehmen, die in der Toskana ihren Höhepunkt finden soll. Zunächst sträuben sich die drei Freundinnen, aber Arthur ermutigt Vivian, mitzufahren, Sharons Katze stirbt und Mitchell ermutigt Diane, mitzufahren.
Die vier genießen ihren Aufenthalt in Rom in vollen Zügen, besichtigen die Sehenswürdigkeiten, beobachten die Männer, lassen sich von den Einheimischen bewundern und kaufen Vivians Hochzeitskleid. Ein Straßenkünstler versichert ihnen, dass ein Ausflug nach Venedig ein Muss für Touristen sei, und so nehmen sie den Zug. Am Bahnhof übergeben sie ihr Gepäck den „Gepäckträgern“, ohne zu ahnen, dass es sich um Diebe handelt.
Diane verliert die Urne mit der Asche ihres verstorbenen Mannes Harry, die sie in ihrem Koffer versteckt illegal ins Land gebracht hat. Sharon bezeichnet den Polizeichef, der sie besucht, als faul, weil er den Diebstahl so behandelt hat. Carol weist darauf hin, dass ihre Erfahrung mit der einer Figur in Paolo Coelhos „Der Alchimist“ vergleichbar ist, so dass sie auch dies als Teil ihres Abenteuers betrachten sollten.
Vivians Hotelverbindungen verschaffen ihnen eine schöne Unterkunft in Venedig. In einer Bar lernt Sharon Ousmane kennen, einen Philosophieprofessor im Ruhestand, der die vier zum Abendessen einlädt. Der Ort des Geschehens entpuppt sich als die Kochschule des berühmten Chefkochs Gianni, und er und Carol sind überwältigt von der Überraschung, einander wiederzusehen. Nach einem Abend mit Essen, Trinken und Tanzen verlassen Sharon und Ousmane gemeinsam die Schule und Carol besucht Gianni in seiner Küche. Zwischen Carol und Gianni funkt es, und sie kneten Teig. Sharon und Ousmane haben eine leidenschaftliche Begegnung auf seinem Boot und werden von demselben Polizeichef gefunden, den sie als faul bezeichnet hat.
Die vier mieten ein Auto, um in die Toskana zu fahren, denn Diane fürchtet sich vor allem vor Dieben im Zug. Unterwegs gerät Carol in Panik, weil Gianni Fotos von ihrer Kochsession geteilt und in seinem gebrochenen Englisch beschriftet hat. Da sie weiß, dass Bruce sie sehen wird, weil sie auch auf seinem iPad zu sehen sind, ruft sie ihn verzweifelt an. Ihre Freunde werfen ihr vor, sie unterdrücke die beiden und genieße ihr Leben nicht.
Sie haben eine Reifenpanne auf einer Nebenstraße ohne Ersatzreifen und müssen trampen. Diane verrät, dass sie am nächsten Morgen in der Toskana sein müssen, wo Arthur Vivian mit einer intimen Hochzeit überraschen will.
Als ein gut aussehender Polizist vorbeikommt, hält Vivian ihn für einen Stripper und versucht, ihn auszuziehen. Alle vier landen im örtlichen Gefängnis. Dort erfahren sowohl Vivian als auch Diane harte Liebe und ehrliches Feedback, bevor Sharon von dem gleichen stacheligen Polizeichef dazu überredet wird, sie mit einem Hubschrauber zu Vivians Hochzeit zu fliegen. Da Dianes Urne gefunden wurde, lässt er sie auf dem Weg dorthin die Asche ihres Mannes verstreuen.
Arthur und Mitchell (sein Trauzeuge und Dianes Freund) warten, und Carol ist überrascht, als Bruce auftaucht. Richterin Sharon führt die Trauung durch. Vivian zögert, die Ehe zu schließen, woraufhin Arthur ihr seine Liebe schwört und sie bittet, ihn nicht zu heiraten. Als Mitchell Diane fragt, ob sie ihn heiraten will, willigt sie ein und Sharon traut die beiden auf der Stelle.
Die vier Freunde stellen fest, dass ihr neuestes Buch, Der Alchimist von Paulo Coelho, mehr über ihr Leben aussagt, als sie erwartet hatten.

## Besetzung und Synchronisation
Die deutschsprachige Synchronisation entstand nach einem Dialogbuch und unter der Dialogregie von Nana Spier durch die Synchronfirma Iyuno-SDI Group Germany GmbH in Berlin.
| Rolle       | Darsteller         | Sprecher             |
| ----------- | ------------------ | -------------------- |
| Diane       | Diane Keaton       | Traudel Haas         |
| Vivian      | Jane Fonda         | Liane Rudolph        |
| Sharon      | Candice Bergen     | Isabella Grothe      |
| Carol       | Mary Steenburgen   | Cornelia Meinhardt   |
| Bruce       | Craig T. Nelson    | Axel Lutter          |
| Arthur      | Don Johnson        | Reent Reins          |
| Mitchell    | Andy García        | Stephan Schwartz     |
| Chef Gianni | Vincent Riotta     | Gianluca Vallero     |
| Donato      | Giampiero Judica   | Claudio Maniscalco   |
| Ousmane     | Hugh Quarshie      | Sven Brieger         |
| Pasquale    | Giovanni Esposito  | Eduardo Mulone       |
| Polizeichef | Giancarlo Giannini | Reinhard Scheunemann |
| Portier #1  | Mario Russo        | Maximilian Dirr      |
| Sofia       | Vera Dragone       | Melanie Pukaß        |

## Produktion
Im Mai 2022 berichtete Variety, dass die Produktion von Book Club 2: The Next Chapter mit Keaton, Fonda, Bergen, Steenburgen, Garcia, Johnson und Nelson, die ihre Rollen aus dem ersten Film wieder aufgreifen, begonnen hat. Die Produktion dauerte zwei Monate in Italien, davon zehn Tage in Venedig.
Focus Features löste Paramount Pictures als Verleiher in den USA ab, während Universal Pictures den Vertrieb in anderen Märkten übernahm.

## Veröffentlichung
Book Club – Ein neues Kapitel wurde am 12. Mai 2023 von Focus Features in die Kinos gebracht. Der Film wurde in den USA am 30. Juni 2023 exklusiv auf dem Streaming-Dienst Peacock veröffentlicht.

## Boxoffice
Der Film spielte in den USA 17,6 Mio. Dollar und international 11,5 Mio. Dollar ein, so dass der Film weltweit 29,1 Mio. Dollar einspielte.

## Kritiken
Auf der Kritikerwebsite Rotten Tomatoes sind 46 % der 116 Rezensionen positiv, mit einer durchschnittlichen Bewertung von 5,1/10. Der Konsens auf der Website lautet: „Book Club: The Next Chapter’s leading quartet remains eminently watchable, but they’re underserved by its corny jokes and somewhat patronizing tone.“ Metacritic, das einen gewichteten Durchschnitt verwendet, gab dem Film 46 von 100 Punkten, basierend auf 28 Rezensionen, was auf „gemischte oder durchschnittliche“ Kritiken hindeutet. Die von CinemaScore befragten Zuschauer gaben dem Film eine Durchschnittsnote von B auf einer Skala von A+ bis F (im Vergleich zu A- für den ersten Film), während die von PostTrak befragten Zuschauer den Film zu 81 % positiv bewerteten und 55 % sagten, sie würden ihn definitiv weiterempfehlen.